# Orp-Jauche
Orp-Jauche (en való Oû-Djåce, neerlandès Adorp-Geten) és un municipi belga del Brabant Való a la regió valona.
El municipi es va crear l'1 de gener de 1977 per la fusió dels fins aleshores municipis independents d'Énines, Folx-les-Caves, Jandrain-Jandrenouille, Jauche, Marilles (amb Nodrenge), Noduwez (amb el poble de Libertange) i Orp-le-Grand (amb els pobles de Maret i Orp-le-Petit).